# Phrynichidae
Phrynichidae là một họ của arachnida.

## Phân bố
Các loài thuộc họ này được tìm thấy ở Châu Phi, Nam Á và Nam Mỹ.

## Các chi
- Damoninae Simon, in Fage & Simon 1936
  - Damon C. L. Koch, 1850
  - Musicodamon Fage, 1939
  - Phrynichodamon Weygoldt, 1996
- Phrynichinae Simon, 1892
  - Euphrynichus Weygoldt, 1995
  - Phrynichus Karsch, 1879
  - Trichodamon Mello-Leitao, 1935
- Phân họ chưa xác định
  - Xerophrynus Weygoldt, 1996